# الخطيب (تمثال)
الخطيب هو تمثال إتروسكاني من أواخر القرن الثاني أو أوائل القرن الأول قبل الميلاد. التمثال متواجد في المتحف الأثري الوطني بفلورنسا.